# Astragalus nummularius
Astragalus nummularius ist eine Pflanzenart aus der Gattung Tragant (Astragalus) innerhalb der Familie der Hülsenfrüchtler (Fabaceae).

## Merkmale
Astragalus nummularius ist ein ausdauernder Rosetten-Hemikryptophyt, der eine Wuchshöhe von 3 bis 10 Zentimeter erreicht. Die Pflanze ist mit meist abstehenden, trocken bräunlichen Haaren bedeckt. Die Blätter sind 30 bis 90 Millimeter groß. Die 13 bis 27 Fiedern messen 4 bis 12 × 3 bis 8 Millimeter. Sie sind eiförmig bis fast kreisrund und an Ober- und Unterseite wollig behaart.
Der Blütenstand ist eine aus 3 bis 10 Blüten bestehende, sitzende Traube. Der Kelch ist 9 bis 10 Millimeter groß und zottig. Seine Zähne sind halb so lang bis gleich lang wie die Röhre. Die Krone ist gelb. Die Fahne ist 15 bis 22 Millimeter groß. Die Hülsen sind 12 bis 20 Millimeter groß, seitlich zusammengedrückt und spärlich behaart.
Die Blütezeit reicht von April bis Mai.

## Vorkommen
Die Art kommt im östlichen Kreta, im südwestlichen Syrien und im Libanon vor. Auf Kreta beschränkt sich ihr Vorkommen auf die Präfekturen Iraklio und Lasithi im Dikti-Gebirge. Sie wächst dort auf Kalk in Kiefernwäldern, in steiniger Phrygana und in Igelpolsterheiden in Höhenlagen von 600 bis 2140 Meter.

## Taxonomie
Astragalus nummularius wurde 1783 von Jean-Baptiste de Lamarck in Lamarck & Poiret: Encyclopédie Méthodique. Botanique ... Band 1, Teil 1, Seite 317 erstbeschrieben.

## Belege
- Ralf Jahn, Peter Schönfelder: Exkursionsflora für Kreta. Mit Beiträgen von Alfred Mayer und Martin Scheuerer. Eugen Ulmer, Stuttgart (Hohenheim) 1995, ISBN 3-8001-3478-0, S. 147.